# Лагерь для военнопленных

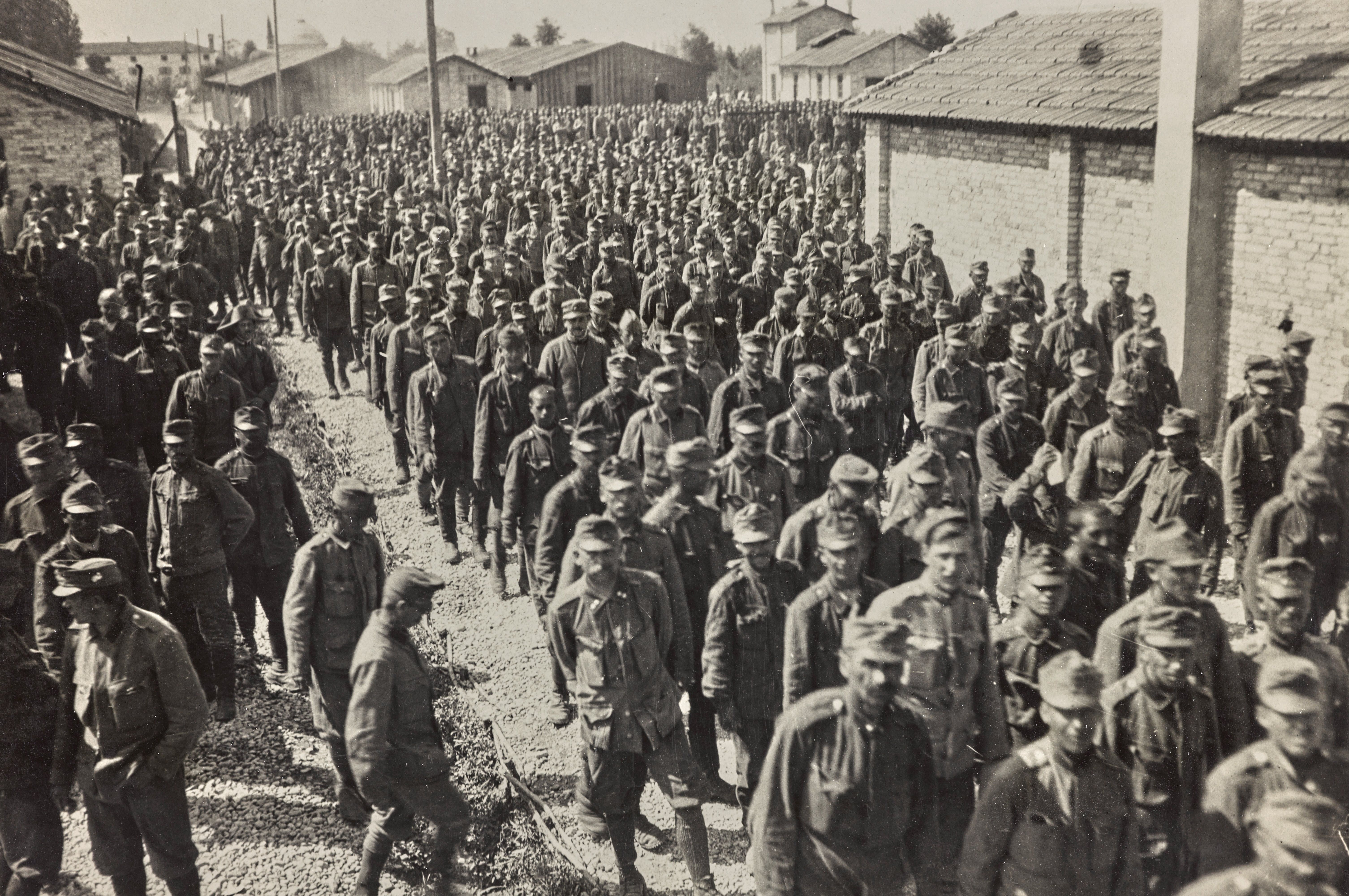
Военнопленные Австро-Венгрии в итальянском лагере военнопленных в Баньярия-Арса, 1916 год, Первая мировая война

Ла́герь для военнопле́нных — сооружение, предназначенное для интернирования военнопленных.
Содержание военнопленных в лагерях в настоящее время регулируется Женевской конвенцией от 12 августа 1949 года об обращении с военнопленными. Так, в частности, ей устанавливается, что «военнопленных нельзя держать в запертых помещениях или лишать права покидать помещения, если только эта мера не является необходимой для охраны их здоровья». Оговариваются условия размещения, питание, лечение, выдача одежды, белья и обуви и их замена и ремонт, безопасность (нахождение вне действия «огня из зоны боёв» и обеспеченность военнопленных убежищами «против воздушных налетов и других опасностей войны» и другими мерами защиты на таком же уровне, на каком ими располагает «местное гражданское население»).

## История
Действенных многосторонних соглашений, которые бы устанавливали правила содержания военнопленных в лагерях, не существовало до начала XX века. Только в 1899 и 1907 годах на, соответственно, 1-й и 2-й Гаагских конференциях были предприняты первые значительные попытки многосторонние соглашения по содержанию военнопленных выработать. Наконец, в подписанной в 1929 году Женевской конвенции об обращении с военнопленными обращение с военнопленными было тщательно проработано и оговорено в деталях. Конвенция была подписана ведущими западными державами, — Британией, Италией, США и Германией, — 
В 1949 году в Женеве подписали обновлённую Женевскую конвенцию от 12 августа 1949 года об обращении с военнопленными. (Как и конвенция от 1929 года, эта редакция Конвенции об обращении с военнопленными называется Третьей Женевской Конвенцией, а подписанная тогда же в 1949 году абсолютно новая Женевская конвенция от 12 августа 1949 года о защите гражданского населения — Четвёртой Женевской конвенцией).